# Bohater ostatniej akcji
Bohater ostatniej akcji (tytuł oryg. Last Action Hero) – amerykański film fantasy z elementami kina akcji i komedii w reżyserii Johna McTiernana z 1993. W głównej roli wystąpił Arnold Schwarzenegger. Film jest pastiszem kina akcji i krytyką jego klasycznych środków wyrazu; spotkał on się z mieszanym odbiorem ze strony krytyków. Serwis Rotten Tomatoes przyznał mu wynik 37%, co oznacza „zgniły”.

## Obsada
- Arnold Schwarzenegger jako Jack Slater / on sam
- Austin O’Brien jako Danny Madigan
- Charles Dance jako Benedict
- Robert Prosky jako Nick
- Tom Noonan jako Rozpruwacz / on sam
- Joan Plowright jako nauczycielka
- Frank McRae jako porucznik Dekker
- Anthony Quinn jako Tony Vivaldi
- Bridgette Wilson jako Whitney / Meredith
- F. Murray Abraham jako John Practice
- Mercedes Ruehl jako Irene Madigan
- Art Carney jako Frank
- Ian McKellen jako śmierć

## Treść filmu
Film opowiada historię Danny’ego Madigana, chłopca (Austin O’Brien) z Nowego Jorku, który zamiast chodzić do szkoły, oglądał filmy akcji. Sprowadzało to na niego liczne kłopoty. Chłopiec nie miał przyjaciół, spędzał czas albo przed telewizorem, albo w starym kinie. Zaprzyjaźnił się ze starym człowiekiem o imieniu Nick, który umożliwił mu oglądanie filmów w swoim kinie nocą. Filmowym idolem Danny’ego był Arnold Schwarzenegger, zwłaszcza w filmowej roli Jacka Slatera.
Nick zaproponował Danny’emu obejrzenie nowego filmu, „Jack Slater IV”, na kilka dni przed jego premierą. Przed seansem, Nick podarował chłopcu złoty bilet, który sam dostał kiedyś od Harry’ego Houdiniego; bilet miał magiczną moc przenoszenia swego posiadacza z rzeczywistości do filmu. Danny wykorzystał ten bilet podczas oglądania seansu.
Już po siedmiu minutach oglądania filmu „Jack Slater IV”, podczas sceny ścigania pojazdu Slatera, magiczny bilet zaczął świecić na niebiesko. Nagle, akcja z filmu przeniosła się do kina, a Danny wskoczył do filmu.
Danny znalazł się w samochodzie Slatera i próbował wyjaśnić mu, że jest fikcyjną postacią w filmie, lecz jego argumenty nie spotkały się ze zrozumieniem Slatera. W końcu Danny wykorzystał wiedzę, jaką posiadał przed wejściem do filmu, by dopomóc mu w rozwikłaniu zagadek filmu „Jack Slater IV”.

## Nawiązania do wcześniejszych filmów
Hamlet (1948), Karmazynowy pirat (1952), Siódma pieczęć (1957), Zmierzch tytanów (1981), E.T. (1982), Amadeusz (1984), Terminator (1984), Pogromcy duchów (1984), Komando (1985),  Raw Deal (1986), Predator (1987), Czerwona gorączka (1988),  Szklana pułapka (1988), Polowanie na Czerwony Październik (1990), Pamięć absolutna (1990), Terminator 2: Dzień sądu (1991), Drakula (1992), Nagi instynkt (1992), Park Jurajski (1993). Ponadto, znajdujemy w nim nawiązania do filmów z Jamesem Bondem. Większość tych filmów reprezentuje kino akcji.

## Ścieżka dźwiękowa
Film promowała oficjalna ścieżka dźwiękowa wydana 8 czerwca 1993 nakładem wytwórni Columbia. Na albumie zamieszczono utwory takich wykonawców, jak AC/DC („Big Gun”), Alice in Chains („What the Hell Have I”), Anthrax („Poison My Eyes”), Def Leppard („Two Steps Behind”), Fishbone („Swim”), Megadeth („Angry Again”) i Queensrÿche („Real World”).